# مجتبی رحماندوست
مجتبی رحماندوست (زاده ۱۳۳۳) نویسنده، شاعر و سیاستمدار ایرانی است که نماینده دوره دوازدهم مجلس شورای اسلامی از حوزه انتخابیه تهران، ری، شمیرانات، اسلامشهر و پردیس است. وی پیش‌تر در دوره نهم نیز نماینده همین حوزه انتخابیه در مجلس شورای اسلامی بوده‌است. او برادر مصطفی رحماندوست شاعر، نویسنده و مترجم کتاب‌های کودکان و نوجوانان می‌باشد. 
وی در سال ۱۳۵۸ مدرک کارشناسی در رشته راه و ساختمان (عمران) را از دانشکده فنی دانشگاه تهران اخذ کرد سپس در سال ۱۳۶۹ کارشناسی ارشد در رشته زبان و ادبیات عربی را از دانشگاه آزاد اسلامی واحد تهران مرکزی اخذ نمود و در سال ۱۳۷۳ نیز مدرک تحصیلی دکتری در رشته زبان و ادبیات عربی را از دانشگاه آزاد اسلامی واحد علوم و تحقیقات اخذ نمود او در سال ۱۳۶۲ از طریق مسجد به عنوان بسیجی به جبهه اعزام شد و در جنگ ایران و عراق از ناحیه یک دست و یک پا مجروح شد. او دارای مطالعات حوزوی نیز می‌باشد. مدیریت مرکز آفرینش‌های ادبی حوزه هنری و معاونت فرهنگی و هنری بنیاد مستضعفان و جانبازان و عضویت در هیأت‌ نظارت و سانسور کتاب‌ و کتاب‌ کودکان‌ در سال ۱۳۷۵  از جمله مسئولیت‌های گذشته او محسوب می‌شوند. مجتبی رحماندوست هم‌اکنون در عین تدریس در دانشگاه تهران یکی از اعضای فرهنگستان هنر و دبیرکل جمعیت دفاع از ملت فلسطین بوده و در حال حاضر عضو پارلمان مستقل بین المللی قرآن کریم (IQP) و مدیرعامل "مجمع خیرین کشور" می‌باشد.

## مشاور رئیس‌جمهور در امور ایثارگران در دولت خاتمی و احمدی‌نژاد
رحماندوست از سال ۱۳۷۶ در ۲ دوره ریاست جمهوری سید محمد خاتمی و همچنین دوران ریاست جمهوری محمود احمدی‌نژاد مشاور رئیس‌جمهور در امور ایثارگران بود. اما احمدی‌نژاد در سال ۱۳۸۹ وی را به دلیل موضع‌گیری او علیه برخی نزدیکانش، پس از ۱۳ سال از این سمت معزول کرد.
پیش از آن مسعود زریبافان او را به سمت مشاور عالی رئیس بنیاد شهید و امور ایثارگران برگزیده بود.
پس از برکناری او، همسرش نامه‌ای به احمدی‌نژاد نوشت و با تشکر از رفع بار مسئولیت مزبور، از نحوه برکنار شدن شوهرش در حین سفر استانی گله کرد.

## کتاب‌ها
1. مفتاح التفاسیر (۱۳۷۰)
2. مسافر (۱۳۷۴)
3. یک جفت ونیم (۱۳۸۱)
4. میل لیلی (۱۳۸۳)
5. سفر غریب (۱۳۸۵)
6. روشی نو در آموزش مبادی العربیه (۱۳۸۶)
7. تفاسیر قران کریم (۱۳۸۶)
8. تفسیر به رای (۱۳۸۶)
9. نگهبان غار (۱۳۸۷)
10. مفقود سوم (۱۳۸۷)
11. سه پدیده در آینه رمان (۱۳۸۸)

از میان آثار ایشان، تا کنون کتاب‌های "مفقود سوم" و "اشک فولاد" با کمک گروه فرهنگی باقیات به صورت بین‌المللی منتشر گردیده‌اند. 

## اشعار
مجتبی رحماندوست دارای اشعار مختلفی در زمینه‌های مذهبی و مسایل روز کشور است. او در واکنش به برکناری اش و حذف سمت مشاور رئیس‌جمهور در امور ایثارگران، شعری سرود.
| فاش سخن گویم و شادم از آن  |  | گشت رها شانه ز بار گران     |
| شکر خدا با همه سختی که بود |  | شانه نکردم تهی از هر چه بود |
| گاه چنان در به رویم باز شد |  | کز همه تعریف و ثنا ساز شد   |
| روز دگر بر سر من کوفتند    |  | چشم به بیچارگی‌ام دوختند     |
| گاه به من انگ سیاسی زدند   |  | طعنه‌زنان رنگ حماسی زدند     |
| دفتر من رنگ سیاست نداشت    |  | راست و چپ را به خدا واگذاشت |
| دست خدا چون که مرا یار شد  |  | خیر کثیر آمد و خروار شد     |
| هست چو راضی ز من ارواح پاک |  | مرگم اگر سر برسد چیست باک؟! |

وی همچنین در جریان پیامدهای انتخابات ریاست جمهوری دهم ایران، هجویه‌ای برای مهدی کروبی و میرحسین موسوی به دلیل قرار گیری آن‌ها در مقابل نظام کشور سرود.
| هر چند به دست فتنه‌گر مضروبیم    |  | در چشم خلایق جهان محبوبیم   |
| چون فتنه ز کروبی و از موسوی است |  | ما بر سر خصم فتنه‌گر می‌کوبیم |

## جایزه‌ها
- ۱۳۷۸: دیپلم افتخار جشنواره بزرگ هنری مهر و برنده بهترین کتاب سال دفاع مقدس برای کتاب مسافر
- ۱۳۷۸: تندیس و دیپلم افتخار جشنواره مطبوعات کود ک و نوجوان کانون پرورش فکری کودکان و نوجوانان برای داستان لنگه کفش؛ منتشر شده در مجله کیهان بچه‌ها
- ۱۳۸۶: استاد نمونه بسیجی کشور
- ۱۳۸۷: پژوهشگر برتر بین اعضای هیئت علمی دانشکده فقه و فلسفه در دانشگاه پردیس قم
- ۱۳۸۸: پژوهشگر برگزیده ایثارگر دانشگاه تهران
- ۱۳۸۸: رتبه اول پژوهشگر برتر دانشگاهی استان قم

## اظهارات
بعد از دست دادن وزیر امور خارجه ایران، محمد جواد ظریف، با رئیس‌جمهوری آمریکا، باراک اوباما، او در مصاحبه با خبرگزاری فارس باراک اوباما را «کثیف‌ترین عنصر عالم» خواند.